# Campionato mondiale femminile di calcio 1971
Il campionato mondiale femminile di calcio 1971 (in spagnolo 1971 Campeonato de Fútbol Femenil) è stato un torneo di calcio organizzato dalla FIEFF, tenutosi in Messico dal 15 agosto al 5 settembre 1971.
Il torneo è stato vinto come nell'edizione precedente dalla Danimarca, vittoriosa per 3-0 sul Messico davanti a 110000 spettatori.

## Squadre partecipanti
- Sud America (CONMEBOL)

-  Messico
-  Argentina

- Europa (UEFA)

-  Danimarca
-  Francia
-  Inghilterra
-  Italia

## Fase a gironi
Si qualificano alla fase a eliminazione diretta le prime due classificate dei due girone.

### Gruppo 1

#### Classifica
| Pos. | Squadra     | Pt | G | V | N | P | GF | GS | DR |
| ---- | ----------- | -- | - | - | - | - | -- | -- | -- |
| 1.   | Messico     | 4  | 2 | 2 | 0 | 0 | 7  | 1  | +6 |
| 2.   | Argentina   | 2  | 2 | 1 | 0 | 1 | 5  | 4  | +1 |
| 3.   | Inghilterra | 0  | 2 | 0 | 0 | 2 | 1  | 8  | -7 |

#### Risultati
| Arbitro: | Giuseppe Cosentina |

|                              |           |             |
| Rubio 21’, 54’ Hernández 30’ | Marcatori | 34’ Cardoso |

| Arbitro: | José López Torres |

|                                |           |            |
| Selva 7’, 31’, 34’ (rig.), 71’ | Marcatori | 13’ Burton |

| Arbitro: | Stèphane Frère |

|                                          |           |  |
| Aguilar 12’, 43’ Huerta 23’ Zaragoza 49’ | Marcatori |  |

### Gruppo 2

#### Classifica
| Pos. | Squadra   | Pt | G | V | N | P | GF | GS | DR |
| ---- | --------- | -- | - | - | - | - | -- | -- | -- |
| 1.   | Danimarca | 3  | 2 | 1 | 1 | 0 | 4  | 1  | +3 |
| 2.   | Italia    | 3  | 2 | 1 | 1 | 0 | 2  | 1  | +1 |
| 3.   | Francia   | 0  | 2 | 0 | 0 | 2 | 0  | 4  | -4 |

#### Risultati
| Arbitro: | Antonio Salazar |

|                                |           |  |
| Augustesen 7’ Nielsen 32’, 67’ | Marcatori |  |

| Arbitro: | Derrick Caves |

|  |           |             |
|  | Marcatori | 23’ Schiavo |

| Arbitro: | Jean-Pierre Minarich |

|            |           |          |
| Hansen 10’ | Marcatori | 43’ Avon |

## Fase a eliminazione diretta

### Tabellone
|  | Semifinali | Semifinali | Semifinali |         |           | Finale          | Finale          | Finale          |  |
|  |            |            |            |         |           |                 |                 |                 |  |
|  | Danimarca  | Danimarca  | 5          |         |           |                 |                 |                 |  |
|  | Danimarca  | Danimarca  | 5          |         |           |                 |                 |                 |  |
|  | Argentina  | Argentina  | 0          |         |           |                 |                 |                 |  |
|  | Argentina  | Argentina  | 0          |         | Danimarca | Danimarca       | 3               |                 |  |
|  |            |            |            |         | Danimarca | Danimarca       | 3               |                 |  |
|  |            |            | Messico    | Messico | 0         |                 |                 |                 |  |
|  | Messico    | Messico    | Messico    | Messico | 0         | 2               |                 |                 |  |
|  | Messico    | Messico    |            |         |           | 2               |                 |                 |  |
|  | Italia     | Italia     | 1          |         |           | Finale 3º posto | Finale 3º posto | Finale 3º posto |  |
|  | Italia     | Italia     | 1          |         |           |                 |                 |                 |  |
|  |            |            |            |         |           |                 |                 |                 |  |
|  |            |            |            |         |           | Italia          | Italia          | 4               |  |
|  |            |            |            |         |           | Italia          | Italia          | 4               |  |
|  |            |            |            |         |           | Argentina       | Argentina       | 0               |  |

### Finale quinto posto
| Arbitro: | Grecia del Ángel |

|                 |           |                                      |
| Burton 10’, 16’ | Marcatori | 12’ Binard 22’ Henry 32’ Royer-Souef |

### Semifinali
| Arbitro: | Antonio Salazar |

|                                                  |           |  |
| Nielsen 34’, 50’, 68’ Hansen 53’ Frederiksen 64’ | Marcatori |  |

| Arbitro: | Stéphane Frère |

|                                 |           |           |
| Hernández 7’ (rig.), 24’ (rig.) | Marcatori | 6’ Varone |

### Finale terzo posto
| Arbitro: | Antonio Salazar |

|                                   |           |  |
| Vignotto 4’, 32’, 67’ Schiavo 63’ | Marcatori |  |

### Finale
| Arbitro: | Jean-Pierre Minarich |

|                          |           |  |
| Augustesen 26’, 52’, 62’ | Marcatori |  |

## Statistiche

### Classifica marcatrici
5 reti
- Lis Lene Nielsen

4 reti
- Elba Selva (1 rig.)

- Susanne Augustesen

3 reti
- Burton

- Elisabetta Vignotto

- Patricia Hernández (2 rig.)

2 reti
- Helene Østergaard Hansen
- Elena Schiavo

- Teresa Aguilar

- Maria Eugenia Rubio

1 rete
- Angélica Cardoso
- Annette Frederiksen
- Armelle Binard

- Jocelyne Henry
- Ghislaine Royer-Souef
- Claudia Avon

- Carmen Varone
- Elsa Huerta
- Silvia Saragoza

## Tornei successivi
Il torneo è stato seguito dalla serie di cinque tornei Mundialito dal 1981 al 1988 in Giappone e in Italia, prima del Torneo femminile ad invito FIFA 1988 e del Campionato mondiale femminile di calcio 1991, entrambi in Cina.